# Pauline Kael
Pauline Kael (IPA: keɪl; Petaluma, 1919. június 19. - Great Barrington, 2001. szeptember 3.) amerikai filmkritikus volt, aki a The New Yorker magazin egyik írója volt 1968-tól 1991-ig. Leginkább "szellemes és komoly" kritikáiról volt ismert. Véleményei általában eltértek a kortársai véleményeitől.
Korának egyik legbefolyásosabb filmkritikusa, nagy hatással volt a műfajra. Roger Ebert szerint Kael "nagyobb hatással volt a filmkritika műfajára, mint bárki más az elmúlt három évtizedben", illetve "nála nem voltak szabályok, nem voltak elvárások".

## Élete
Isaac Paul Kael és Judith Kael gyermekeként látta meg a napvilágot. Szülei zsidó bevándorlók voltak Lengyelországból. Egy csirkefarmon éltek. Testvérei Louis, Philip (1909), Annie és Rose. További testvérei Louis (1918) és Joseph (1914). Mikor Kael nyolc éves volt, szülei elvesztették a farmot, így San Franciscóba költöztek. Kael San Franciscóban járt középiskolába. 1936-ban a kaliforniai Berkeley Egyetemen folytatta tanulmányait. Filozófiát, irodalmat és művészetet tanult, de 1940-ben kilépett. Úgy tervezte, hogy jogot hallgat, de végül csatlakozott egy művészcsoporthoz, és Robert Horan költővel együtt New Yorkba költözött.
Három évvel később "bohém életmódot" folytatott; színdarabokat írt és kísérleti filmeken dolgozott.

## Magánélete
Egy ideig James Broughton filmrendezővel élt, akitől egy lánya született: Gina James. Kael egyedül nevelte fel őt. Az ötvenes években Edward Landberg, a Berkeley Cinema-Guild and Studio tulajdonosa volt a férje. A nyolcvanas évek elején Parkinson-kórral diagnosztizálták. Kael-nek egy unokája van:  William Friedman.

## Hatása
Olyan filmkritikusokra volt hatással, mint A. O. Scott, David Denby, Anthony Lane, David Edelstein, Greil Marcus, Elvis Mitchell, Michael Sragow, Armond White, és Stephanie Zacharek.

## Könyvei
- I Lost It at the Movies (1965)
- Kiss Kiss Bang Bang (1968) ISBN 0-316-48163-7
- Going Steady (1969) ISBN 0-553-05880-0
- The Citizen Kane Book (1971)[35]
- Deeper into Movies (1973) ISBN 0-7145-0941-8
- Reeling (1976)
- When the Lights Go Down (1980) ISBN 0-03-042511-5
- 5001 Nights at the Movies (1982) ISBN 0-8050-1367-9
- Taking It All In (1984) ISBN 0-03-069362-4
- State of the Art (1987) ISBN 0-7145-2869-2
- Hooked (1989)
- Movie Love (1991)
- For Keeps (1994)
- Raising Kane, and other essays (1996)

### Jelentősebb kritikái
- "Trash, Art, and the Movies", essay published in the Feb. 1969 issue of Harper's
- "Raising Kane", book-length essay on the making of Citizen Kane published in the February 20, 1971 and February 27, 1971 issues of The New Yorker
- "Stanley Strangelove", review of A Clockwork Orange from a January 1972 issue of The New Yorker
- "The Man From Dream City", profile of Cary Grant from the July 14, 1975 issue of The New Yorker
- Kael, Pauline (1980. június 23.). „Why Are Movies So Bad? Or, The Numbers”. The New Yorker, 82. o.
- Kael, Pauline (1985. január 7.). „The Current Cinema: Fever Dream / Echo Chamber”. The New Yorker 60 (47), 66–70. o. Reviews Mrs. Soffel, directed by Gillian Armstrong, and The Cotton Club, directed by Francis Ford Coppola
- Kael, Pauline (1985. január 14.). „The Current Cinema: Unloos'd Dreams”. The New Yorker 60 (48), 112–115. o. Reviews A Passage to India, directed by David Lean
- Kael, Pauline (1985. január 28.). „The Current Cinema: Lovers and Fools”. The New Yorker 60 (50), 86–91. o. Reviews Micki and Maude, directed by Blake Edwards; Starman, directed by John Carpenter; The Flamingo Kid, directed by Garry Marshall